# Сферическое зеркало

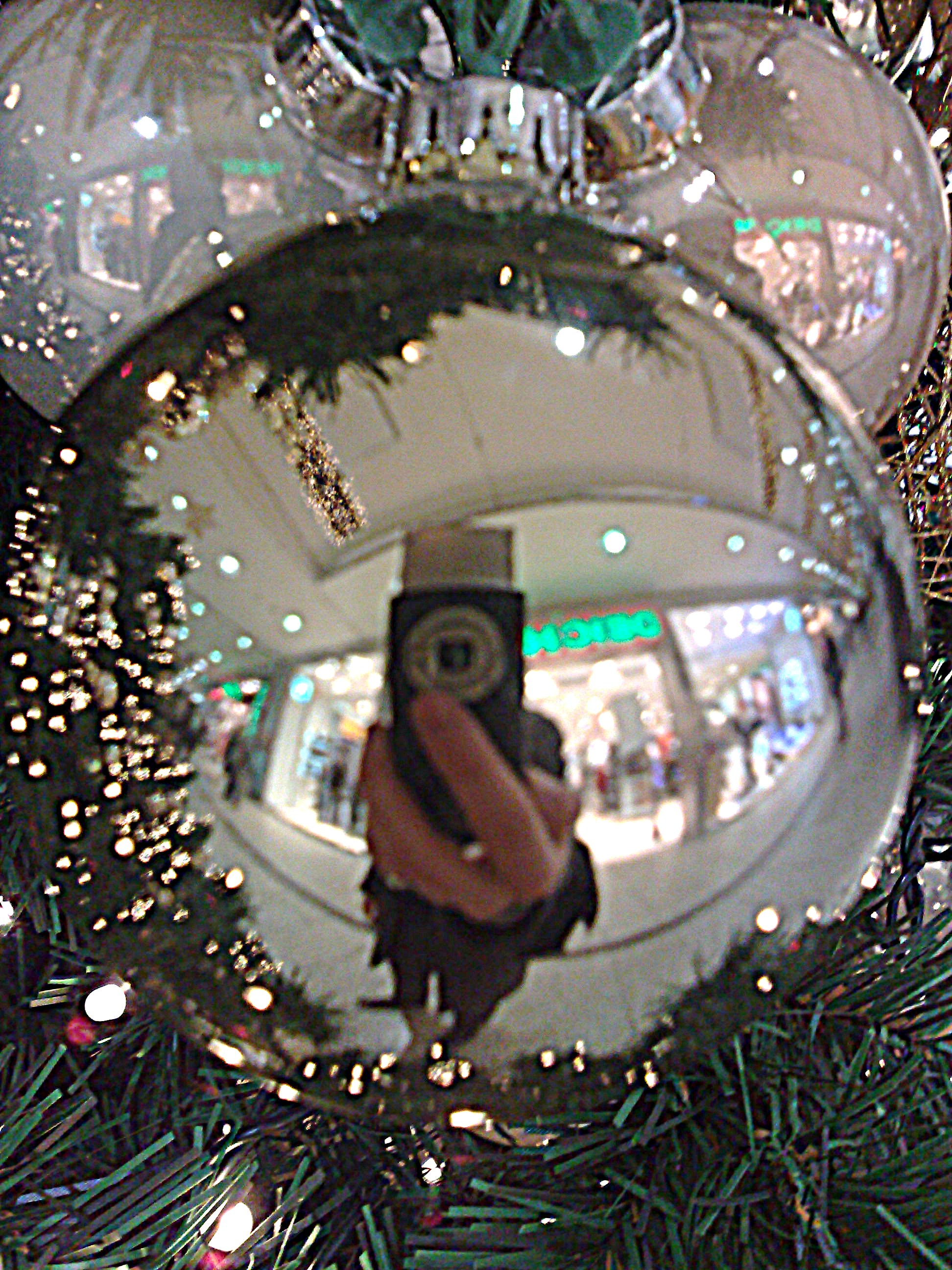
Мнимое изображение фотокамеры и окружающего пространства в выпуклом сферическом зеркале — ёлочном шаре.

Сферическое зеркало — зеркало, отражающая поверхность которого имеет вид сегмента сферы.

## Описание
Сферическое зеркало может быть выпуклым или вогнутым — в зависимости от того, какая сторона сегмента сферы — выпуклая или вогнутая — является отражающей. Центр соответствующей сферическому зеркалу сферы называется его центром или оптическим центром, середина сегмента — полюсом зеркала, прямая, проходящая через центр и полюс — главной оптической осью зеркала. Другие прямые, проходящие через центр зеркала и точку, отличную от полюса, называются его побочными оптическими осями.
Параксиальные лучи, параллельные главной оптической оси выпуклого сферического зеркала, так же как и продолжения параксиальных лучей, параллельных главной оптической оси вогнутого сферического зеркала, пересекаются в одной точке, называемой его фокусом. Он расположен посередине между центром и полюсом зеркала, то есть расстояние (f) его до зеркала равно половине радиуса (R):
{\displaystyle f={\frac {R}{2}}}
У сферического зеркала, как вообще у любого зеркала, отсутствует хроматическая аберрация, но выражена сферическая аберрация. Сферическая аберрация выражена потому, что в отличие от параболического зеркала (то есть сегмента параболоида вращения), сферическое зеркало может собирать в одной точке лишь параксиальные лучи, то есть те из лучей, параллельных главной оптической оси, которые близки к этой оси. Сферическая аберрация в одном из примеров применения сферического вогнутого зеркала, зеркально-линзовом телескопе системы Дмитрия Максутова, устраняется компенсированием специально подобранной линзой — мениском.
Известным примером выпуклого сферического зеркала является ёлочный шар.

## Построение изображения в сферическом зеркале
Проще всего построить изображение отрезка, перпендикулярного главной оптической оси зеркала и настолько небольшого по высоте, что луч, исходящий из его верхней точки и параллельный главной оптической оси зеркала — параксиальный. Его изображение будет также перпендикулярным главной оптической оси зеркала, расстояние его от зеркала при известном расстоянии от зеркала до предмета и фокусного расстояния зеркала можно вычислить по формуле зеркала. Высота изображения (y') будет равна произведению высоты предмета (y) на отношение расстояния от изображения до зеркала (v) к расстоянию от зеркала до предмета (u):
{\displaystyle y'=y\cdot {\frac {v}{u}}}

### Для вогнутого сферического зеркала
Если сферическое зеркало вогнутое, возможны различные случаи расположения изображения относительно зеркала при различных расстояниях до предмета. Буквой C обозначен центр зеркала, а буквой F — его фокус. При u>f формула зеркала имеет вид:
{\displaystyle {\frac {1}{u}}+{\frac {1}{v}}={\frac {2}{R}},}
а при u<f:
{\displaystyle {\frac {1}{u}}-{\frac {1}{v}}={\frac {2}{R}}.}
Для построения взято три луча (хотя достаточно и двух):
- луч, параллельный главной оптической оси после отражения от зеркала пройдёт через его фокус;
- луч, проходящий через фокус после отражения пойдёт параллельно главной оптической оси;
- луч, падающий на полюс зеркала после отражения пойдёт под углом, равным углу падения (по закону отражения света).

|  |  |

|  |  |

### Для выпуклого сферического зеркала
Построение изображения в выпуклом сферическом зеркале проще, чем в вогнутом: здесь при любом расстоянии предмета до зеркала его изображение будет расположено за зеркалом. На рисунке ниже буквой F обозначен фокус выпуклого зеркала, буквой V — полюс, y (в формуле u) — высота предмета, y' (в формуле v) — высота изображения. Формула зеркала в этом случае имеет вид:
{\displaystyle {\frac {1}{u}}-{\frac {1}{v}}=-{\frac {2}{R}}}
Для построения взято два луча:
- луч от верхней точки предмета, параллельный главной оптической оси, отразится от зеркала, и продолжение этого отражённого луча пройдёт через фокус и через верхнюю точку изображения;
- луч от верхней точки предмета, продолжение которого проходит через фокус, после отражения пойдёт параллельно главной оптической оси, а продолжение этого отражённого луча также пройдёт через верхнюю точку изображения.

Таким образом, верхней точкой изображения будет точка пересечения продолжения первого отражённого луча и продолжения второго отражённого луча.

Изображение в выпуклом зеркале — мнимое, прямое, уменьшенное, находится по другую сторону зеркала от предмета.